# مایک ورشور
مایک ورشور (انگلیسی: Mike Verschuur؛ زادهٔ ۱۲ اوت ۱۹۸۷) راننده مسابقه‌ای اهل پادشاهی هلند است.